# Talassocalícides
Els talassocalícides (Thalassocalycida) són un ordre de ctenòfors de las classe dels tentaculats.

## Taxonomia
L'ordre Thalassocalycida inclou una única família amb un sol gènere i una espècie:
- Família Thalassocalycidae Madin i Harbison, 1978
  - Gènere Thalassocalyce Madin i Harbison, 1978
    - Thalassocalyce inconstans Madin i Harbison, 1978